# Echarlens
Echarlens is een gemeente en plaats in het Zwitserse kanton Fribourg, en maakt deel uit van het district Gruyère.
Echarlens telt 593 inwoners.